# Écordal
Écordal är en kommun i departementet Ardennes i regionen Grand Est (tidigare regionen Champagne-Ardenne) i nordöstra Frankrike. Kommunen ligger  i kantonen Tourteron som ligger i arrondissementet Vouziers. År 2022 hade Écordal 290 invånare.

## Befolkningsutveckling
Antalet invånare i kommunen Écordal
Referens: INSEE